# Claus Erhorn
Claus Erhorn, né le 18 janvier 1959 à Harbourg, est un cavalier allemand.

## Carrière
Claus Erhorn est médaillé de bronze en concours complet par équipe aux Jeux olympiques d'été de 1984 (et termine 16e en individuel) et médaillé d'or de la même épreuve aux Jeux olympiques d'été de 1988 (terminant 4e en individuel).
Au Championnat d'Europe de concours complet d'équitation, il est médaillé de bronze en individuel en 1985, médaillé d'argent en individuel en 1987 et médaillé de bronze par équipe en 1987.